# Lijst van personen overleden in september 2013
Dit is een lijst van bekende personen die overleden zijn in september 2013.

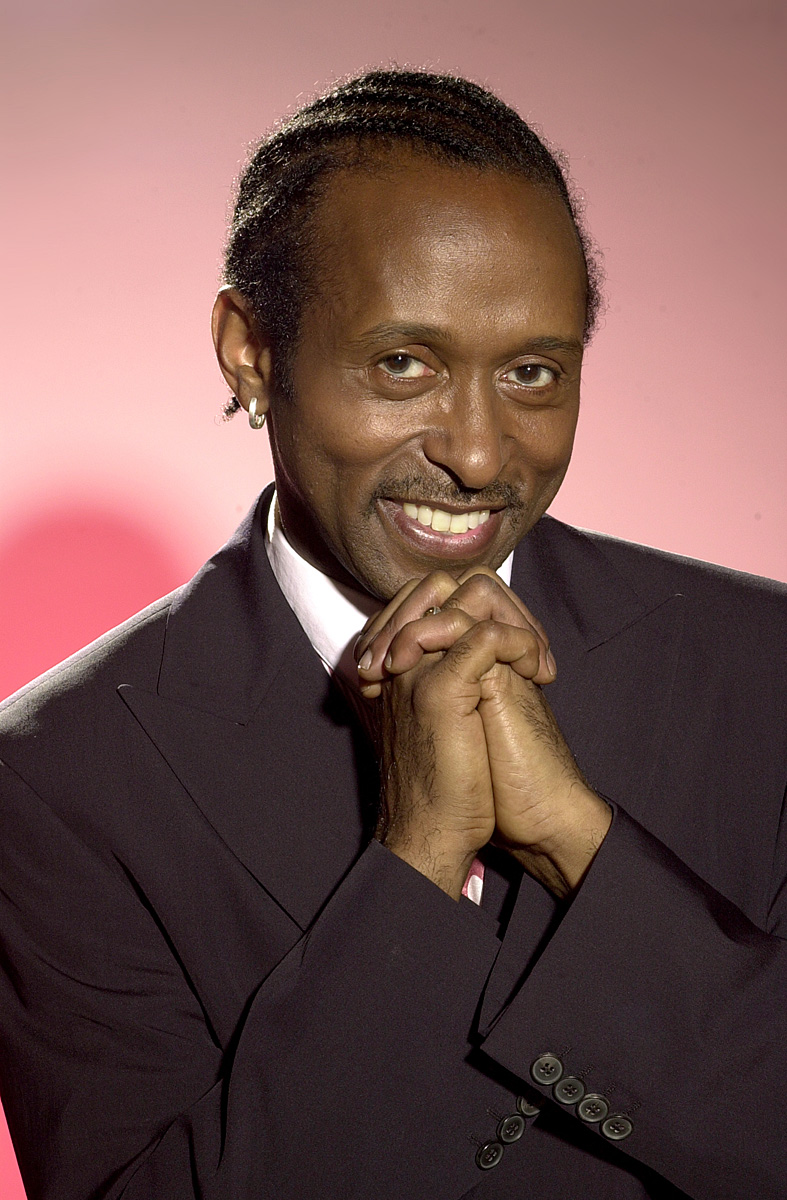
Forrest Thomas
9 september

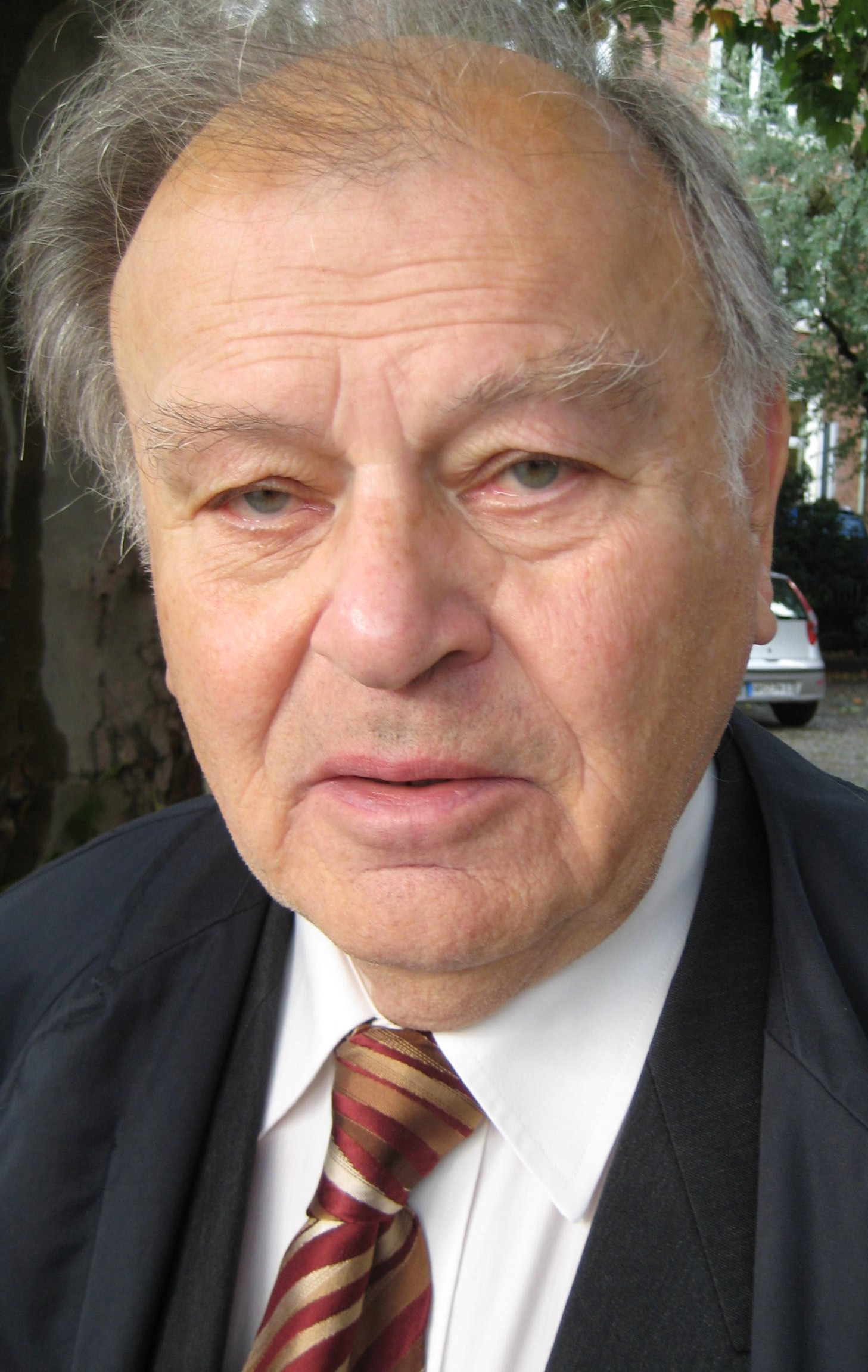
Erich Loest
12 september

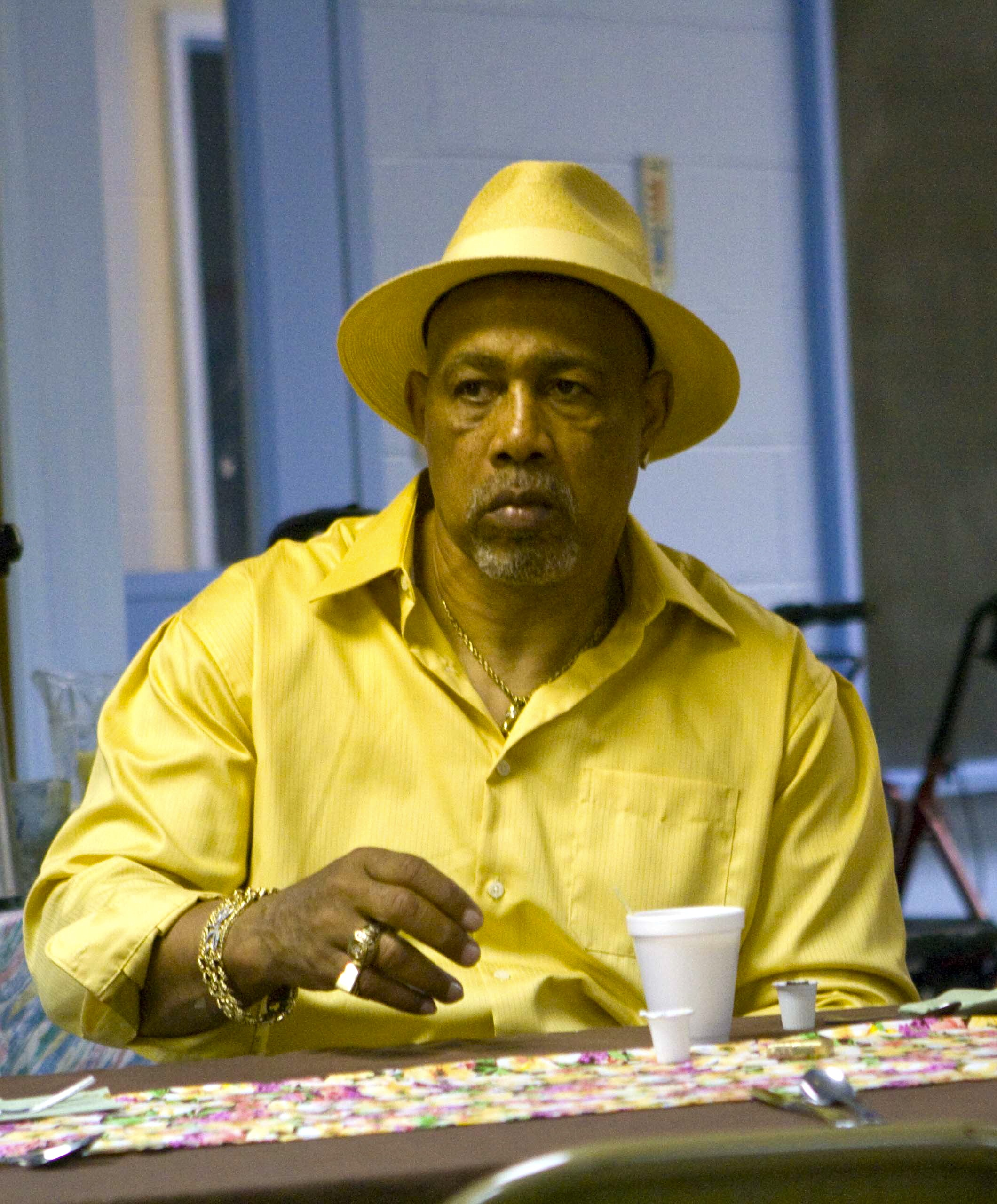
Ken Norton
18 september

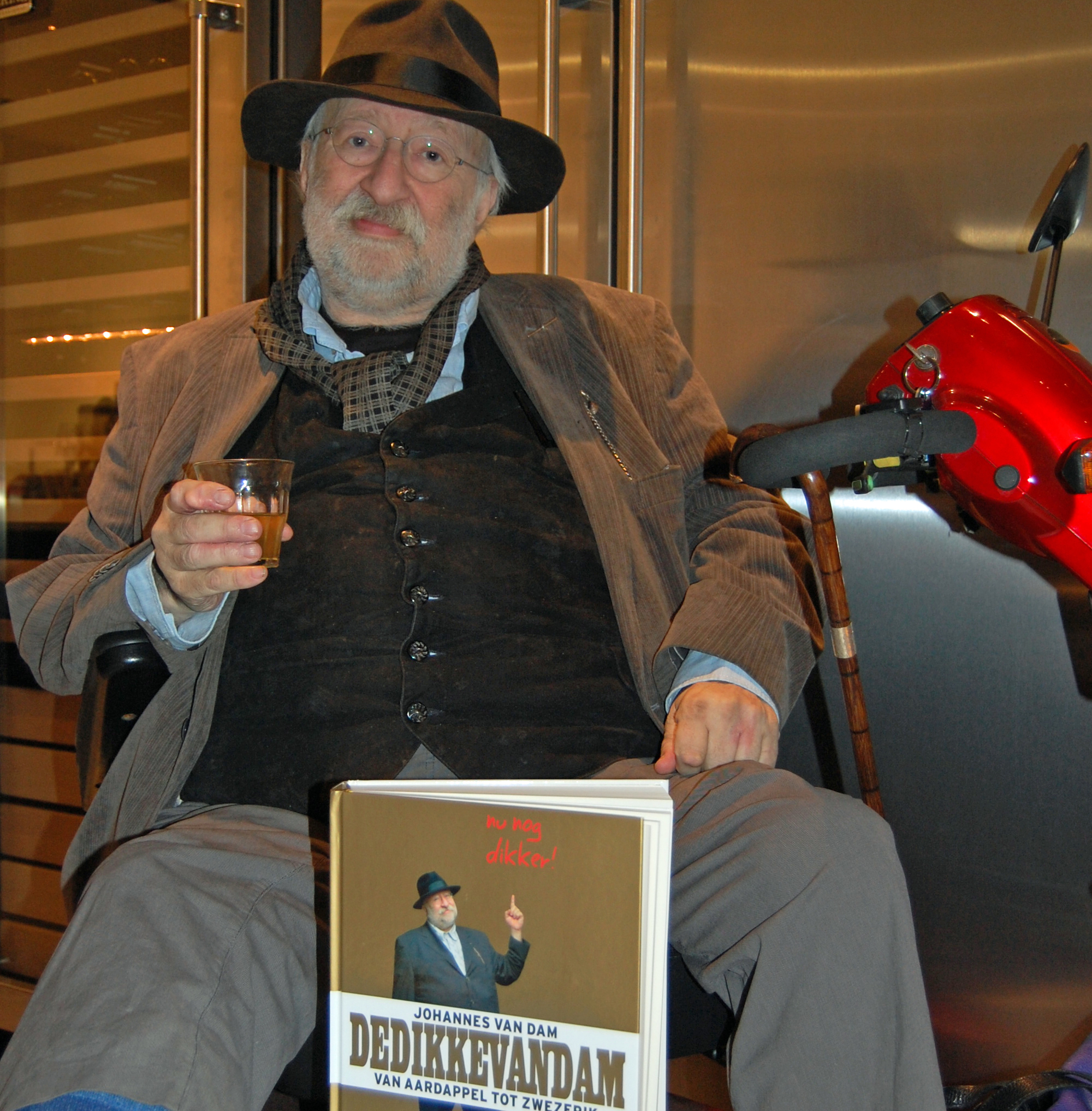
Johannes van Dam
18 september

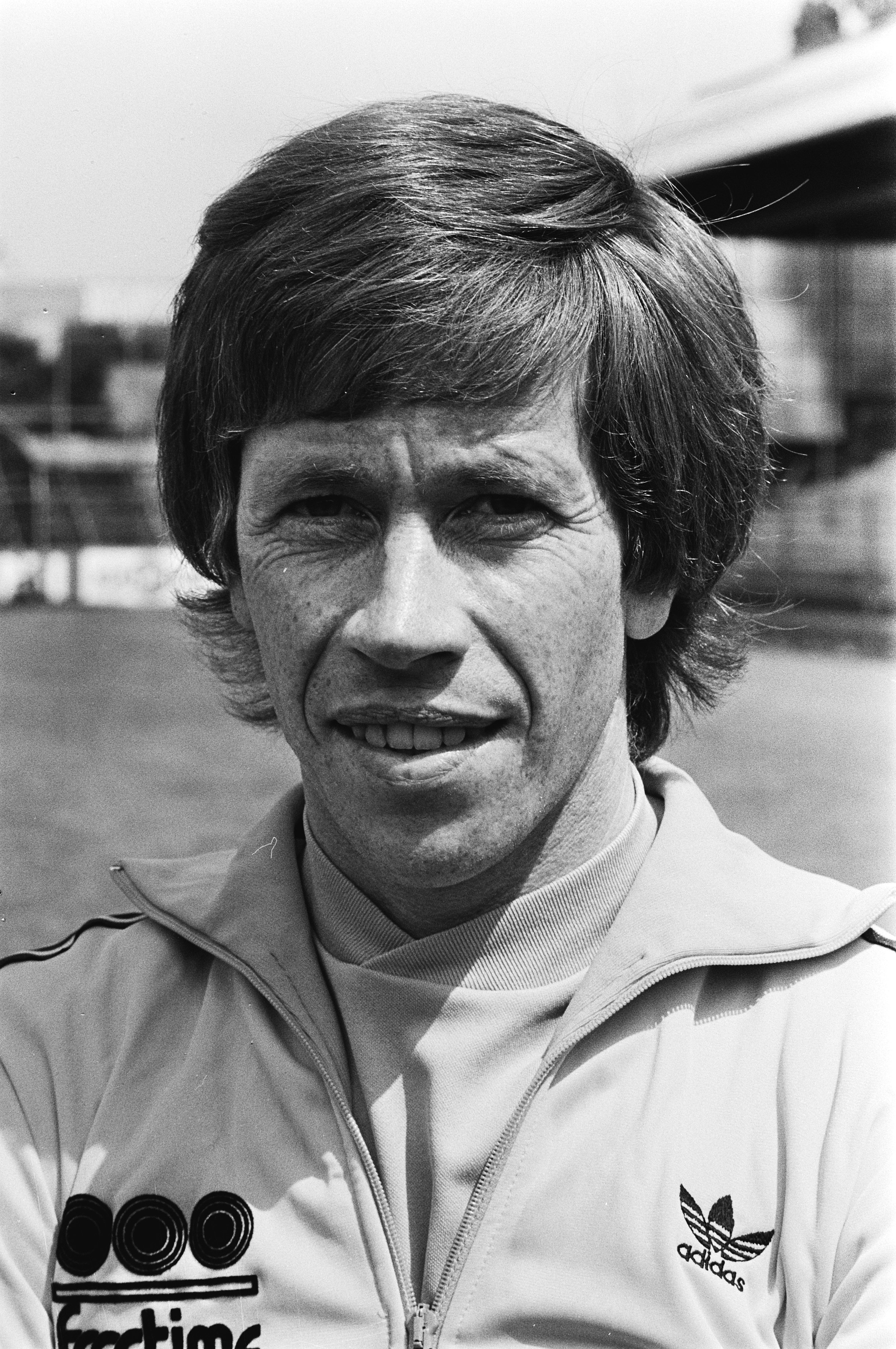
Gerrie Mühren
19 september

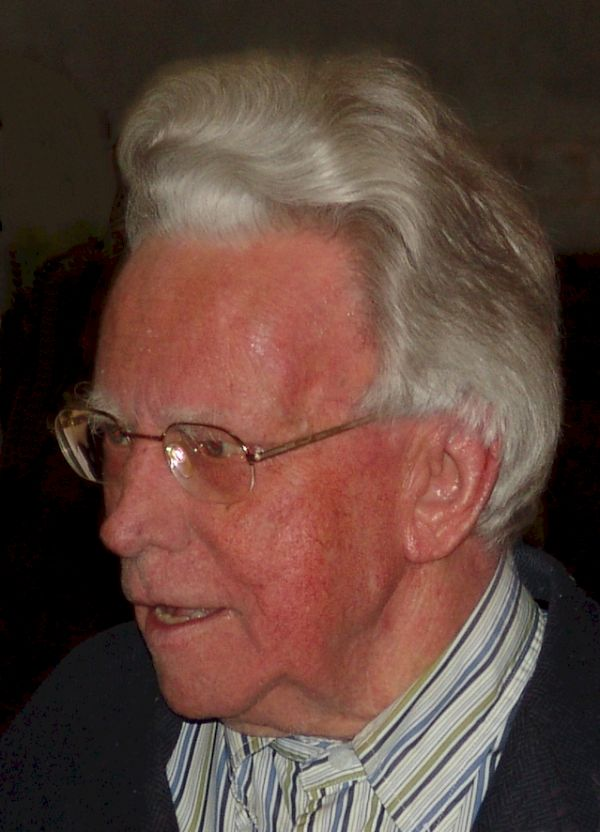
Ko Wierenga
21 september

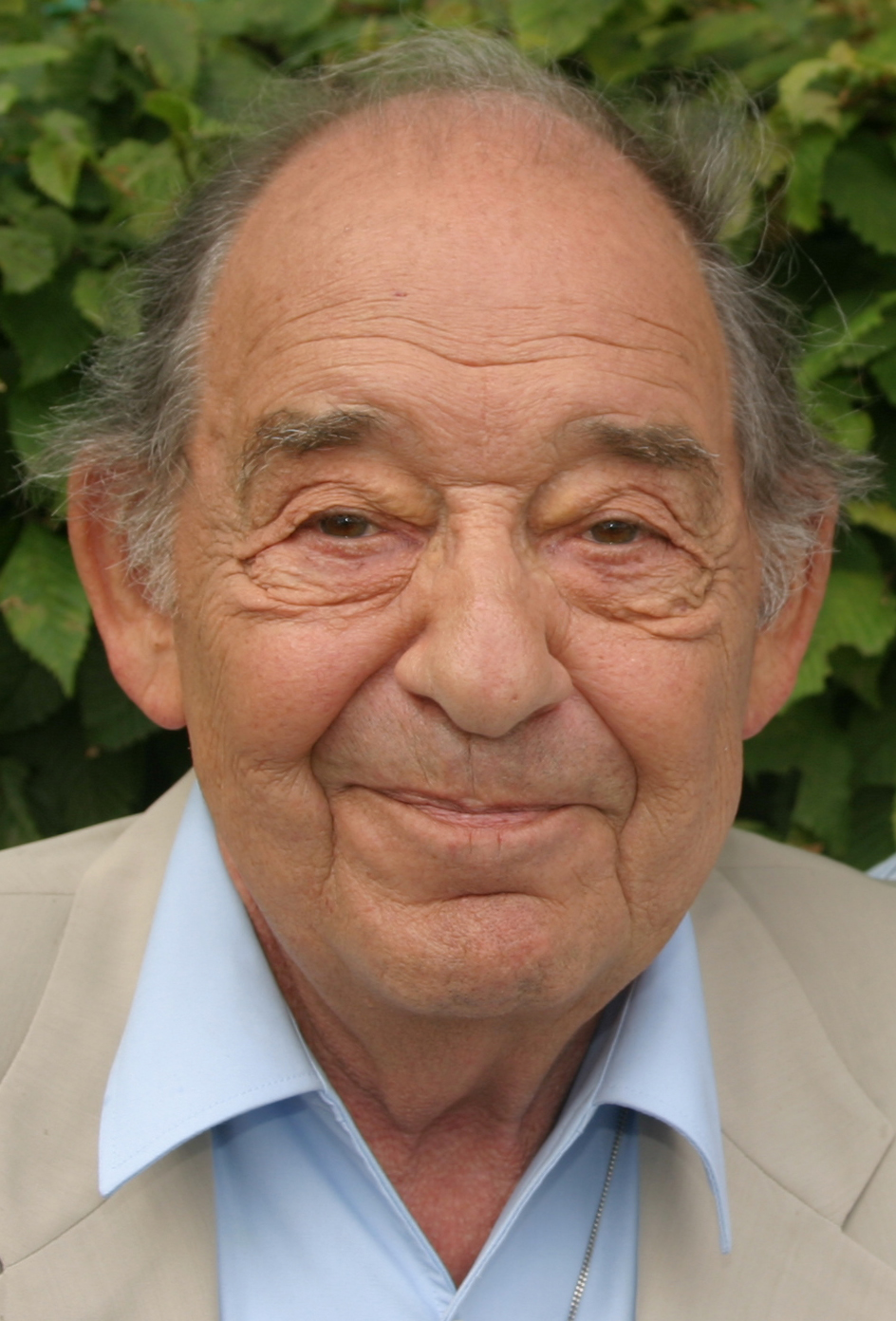
Paul Kuhn
23 september

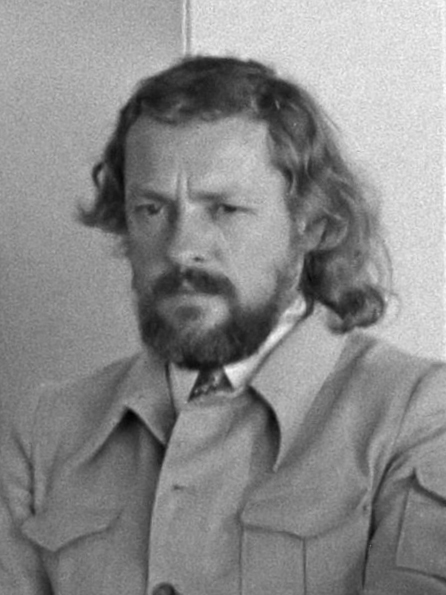
Hugo Raes
23 september

| 1 | 2 | 3 | 4 | 5 | 6 | 7 | 8 | 9 | 10 | 11 | 12 | 13 | 14 | 15 | 16 | 17 | 18 | 19 | 20 | 21 | 22 | 23 | 24 | 25 | 26 | 27 | 28 | 29 | 30 |
| - | - | - | - | - | - | - | - | - | -- | -- | -- | -- | -- | -- | -- | -- | -- | -- | -- | -- | -- | -- | -- | -- | -- | -- | -- | -- | -- |

### 1 september
- Tommy Morrison (44), Amerikaans bokser[1]

### 2 september
- Ronald Coase (102), Brits-Amerikaans econoom[2]
- Ricardo Elmont (58), Surinaams judoka[3]
- Isidro Sánchez García-Figueras (76), Spaans voetballer en trainer[4]
- Frederik Pohl (93), Amerikaans schrijver en redacteur[5]

### 3 september
- Ies Keijzer (79), Nederlands burgemeester[6]

### 4 september
- Dick Raaijmakers (83), Nederlands muziekpionier, theatermaker en theoreticus[7]
- Leopold Vandille (83), Belgisch politicus[8]

### 5 september
- Rochus Misch (96), Duits SS-militair en lijfwacht[9]

### 6 september
- Richard Coenegrachts (91), Belgisch politicus[10]
- Ann C. Crispin (63), Amerikaans schrijfster[11]

### 7 september
- Paul Despiegelaere (59), Belgisch zanger en gitarist[12]
- Wolfgang Frank (62), Duits voetballer en voetbaltrainer[13]
- Susan Fuentes (58), Filipijns zangeres[14]
- Marek Špilár (38), Slowaaks voetballer[15]

### 8 september
- Louise Currie (100), Amerikaans actrice[16]
- Henk Rayer (63), Nederlands voetballer en voetbaltrainer[17]

### 9 september
- Forrest Thomas (60), Amerikaans zanger[18]

### 10 september
- Anne-Sylvie Mouzon (57), Belgisch politica[19]
- Lyn Peters (72), Amerikaans actrice[20]

### 11 september
- Fernand Boone (79), Belgisch voetballer[21]
- Frank Chavez (66), Filipijns advocaat[22]

### 12 september
- Roel van Aalderen (69), Nederlands landschapsarchitect[23]
- Ray Dolby (80), Amerikaans uitvinder[24]
- Erich Loest (87), Duits schrijver[25]

### 13 september
- Salustiano Sanchez (112), Amerikaans supereeuweling[26]

### 16 september
- Arend van der Wel (80), Nederlands voetballer[27]

### 17 september
- Pierre Macq (83), Belgisch natuurkundige en rector[28]
- Martí de Riquer i Morera (99), Spaans graaf, filoloog en schrijver[29]
- Eiji Toyoda (100), Japans industrieel[30]
- Rein Welschen (72), Nederlands burgemeester[31]

### 18 september
- Johannes van Dam (66), Nederlands culinair journalist en schrijver[32]
- Aart Foppen (75), Nederlands ondernemer[33]
- Ken Norton (70), Amerikaans bokser[34]
- Marcel Reich-Ranicki (93), Duits publicist en literatuurcriticus[35]
- Leo Smeele (85), Nederlands hoogleraar[36]

### 19 september
- Gerrie Mühren (67), Nederlands voetballer[37]
- Hiroshi Yamauchi (85), Japans ondernemer[38]

### 20 september
- Ton Aarts (77), Nederlands burgemeester[39]

### 21 september
- Kofi Awoonor (78), Ghanees schrijver en diplomaat[40]
- Ko Wierenga (80), Nederlands politicus[41]

### 22 september
- David H. Hubel (87), Canadees-Amerikaans neuroloog en Nobelprijswinnaar[42]
- Álvaro Mutis (90), Colombiaans schrijver[43]

### 23 september
- Óscar Espinosa Chepe (72), Cubaans dissident[44]
- Paul Kuhn (85), Duits pianist, bandleider en zanger[45]
- Hugo Raes (84), Belgisch schrijver[46]
- Stanisław Szozda (62), Pools wielrenner[47]
- Jerry Voré (83), Nederlands zanger[48]
- Ad Willemen (72), Nederlands kunstenaar[49]

### 25 september
- D. Hooijer (74), Nederlands schrijfster[50]
- Hans-Joachim Rotzsch (84), Duits tenor en koordirigent[51]

### 27 september
- John de Mol sr. (81), Nederlands zanger en ondernemer[52]
- François Perin (92), Belgisch politicus[53]

### 28 september
- Maurice De Kerpel (86), Belgisch politicus[54]
- Klaas de Groot (87), Nederlands schaatser[55]
- Friso Henstra (85), Nederlands illustrator[56]

### 29 september
- Cristel Braak (53), Nederlands actrice[57]
- S.N. Goenka (89), Myanmarees spiritueel leider[58]
- Wiesje de Lange (75), Israëlisch schrijfster en activiste[59]

### 30 september
- Dara Faizi (25), Nederlands cabaretier[60]
- Jules de Palm (91), Antilliaans schrijver[61]
- Ramblin' Tommy Scott (96), Amerikaans muzikant[62]

1900 ·
1901 ·
1902 ·
1903 ·
1904 ·
1905 ·
1906 ·
1907 ·
1908 ·
1909 ·
1910 ·
1911 ·
1912 ·
1913 ·
1914 ·
1915 ·
1916 ·
1917 ·
1918 ·
1919 ·
1920 ·
1921 ·
1922 ·
1923 ·
1924 ·
1925 ·
1926 ·
1927 ·
1928 ·
1929 ·
1930 ·
1931 ·
1932 ·
1933 ·
1934 ·
1935 ·
1936 ·
1937 ·
1938 ·
1939 ·
1940 ·
1941 ·
1942 ·
1943 ·
1944 ·
1945 ·
1946 ·
1947 ·
1948 ·
1949 ·
1950 ·
1951 ·
1952 ·
1953 ·
1954 ·
1955 ·
1956 ·
1957 ·
1958 ·
1959 ·
1960 ·
1961 ·
1962 ·
1963 ·
1964 ·
1965 ·
1966 ·
1967 ·
1968 ·
1969 ·
1970 ·
1971 ·
1972 ·
1973 ·
1974 ·
1975 ·
1976 ·
1977 ·
1978 ·
1979 ·
1980 ·
1981 ·
1982 ·
1983 ·
1984 ·
1985 ·
1986 ·
1987 ·
1988 ·
1989 ·
1990 ·
1991 ·
1992 ·
1993 ·
1994 ·
1995 ·
1996 ·
1997 ·
1998 ·
1999 ·
2000 ·
2001 ·
2002 ·
2003 ·
2004 ·
2005 ·
2006 ·
2007 ·
2008 ·
2009 ·
2010 ·
2011 ·
2012 ·
2013 ·
2014 ·
2015 ·
2016 ·
2017 ·
2018 ·
2019 ·
2020 ·
2021 ·
2022 ·
2023 ·
2024 ·
2025